# Vassyl Verkhovynets
Vassyl Verkhovynets (en ukrainien : Василь Миколайович Верховинець), né Kostiv en 1880 à Stary Mizoun et mort en 1938, est un ethnographe, folkloriste, danseur et pédagogue ukrainien.

## Biographie
Il est né à Stary Mizoun, un village d'Autriche-Hongrie actuellement en Ukraine dans l'oblast d'Ivano-Frankivsk.
De 1900 à 1904 il était acteur, chanteur et chef de chœur de l'Académie russe théâtre près de Lviv dans le groupe Rouska bessida. De 1915 à 1917 il était chef d'orchestre, chorégraphe et chef de chœur de la Société ukrainienne. artistes et travaillait sous la direction de I. Maryanenko à Kiev. En 1933 il a travaillé sur la film Kolyivchtchyna de Ivan Kavaléridzé comme chef de chœur et acteur. En 1929, il organisait l'ensemble théâtral féminin Jchkhorans (Жшхоранс).
Parmi ses travaux, il faut noter son voyage dans les villages d'Ukraine pour retranscrire sur papier les danses locales : Gopak.

## Écrits
- 1912 : Mariage ukrainien (Українськe Вeciлля).
- 1919 : Théorie de la danse folklorique ukrainienne (Teopiя Українського Hapoднoго Taнкa).
- 1925 : Vesnyanochka (Becнянoчкa) Éditeurs d'État de l'Ukraine.